# Saint-Paulin
Saint-Paulin es un municipio canadiense situado en la provincia de Quebec.

## Superficie
Saint-Paulin tiene una superficie de 95,41 km².

## Demografía
En 2021, tenía 1541 habitantes, una densidad poblacional de 16,2 hab./km², y 794 viviendas.